# Riposto della Torre
Il Riposto della Torre (conosciuto come Magazzinazzu in dialetto siciliano) era un edificio storico di Torregrotta situato nell’attuale via XXI Ottobre, in pieno centro storico.

## Storia e descrizione
Non è ben nota l'origine precisa dell’edificio. Probabilmente realizzato nel XVII secolo,  appartenne al all'antico feudo di Santa Maria della Scala. La prima fonte storica in cui viene citato è un documento del 1816.

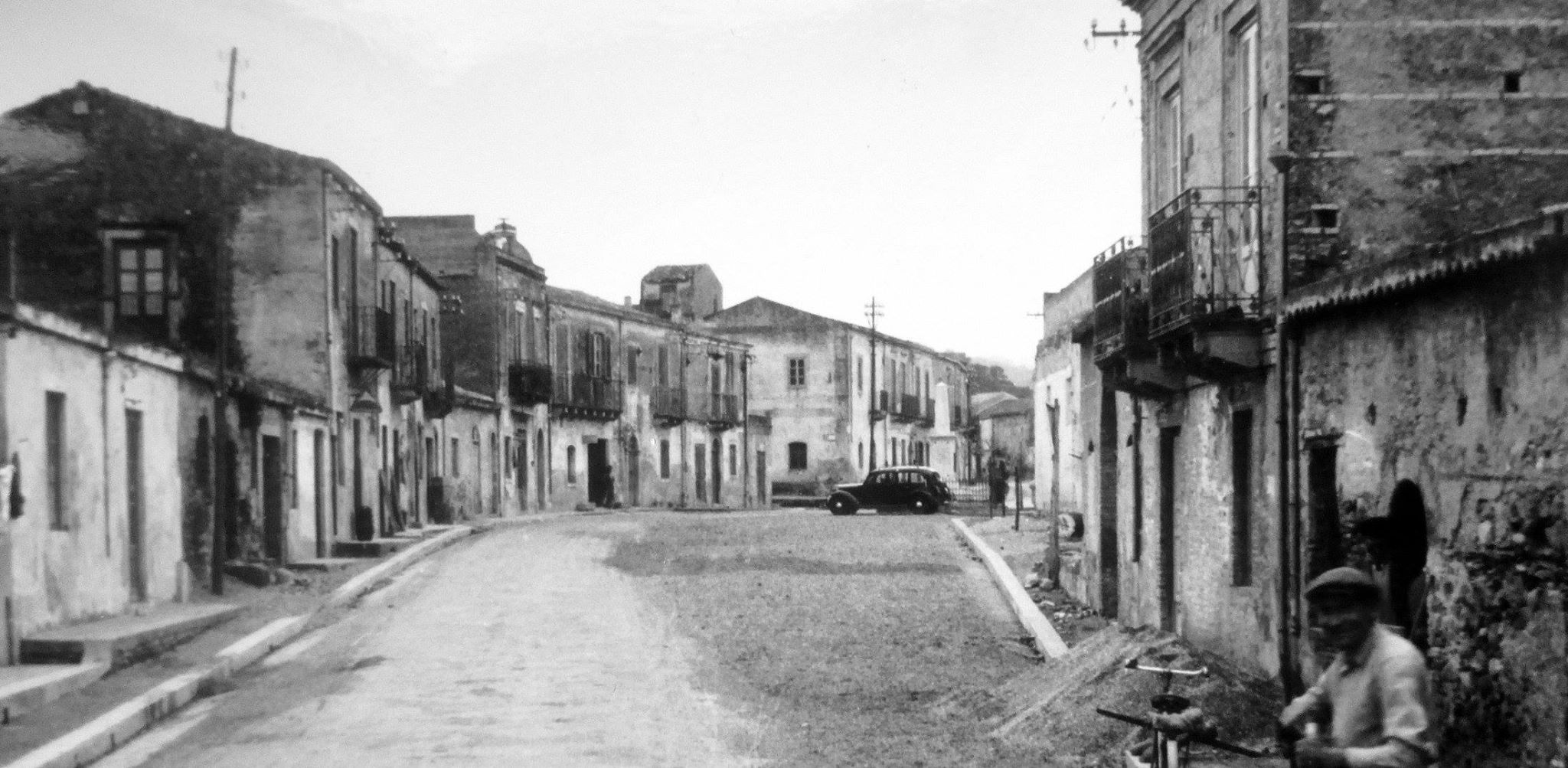
La via XXI ottobre nel 1955 durante i lavori di ampliamento in cui fu demolito il Riposto della Torre

Originariamente la funzione principale fu quella di un vero e proprio ampio magazzino per le produzioni agricole e casearie. Tuttavia già nell’ottocento divenne un edificio civico in cui si svolgevano manifestazioni. Ne fu decisa la demolizione, che avvenne fra l'ottobre 1954 e il marzo 1955, per consentire l’allargamento della via XXI ottobre.
Nella facciata principale, sotto il rosone, erano posizionate una icona marmorea raffigurante la Madonna della Scala e una grande lapide recante un'iscrizione latina che, secondo le ipotesi degli storici, doveva essere la concessione del re di Sicilia Guglielmo II del 1168. Di tutta la struttura si salvò soltanto l’icona in marmo di Santa Maria della Scala.